# دانشگاه دولتی بلگورود
دانشگاه دولتی بلگورود (به لاتین: Belgorod State University) یک دانشگاه در روسیه است که در بلگورود واقع شده‌است.